# Višestepeni pojačavač
Višestepeni pojačavač proizvodi veće pojačanje putem upotrebe više pojačavačkih stepena. Na ulazu prvog pojačavačkog stepena je dovodi se signal koji treba pojačati, na njegov izlaz je vezan ulaz drugog, na izlaz drugog vezan ulaz trećeg itd. Na izlaz poslednjeg pojačavača vezan je potrošač. Ovakav način vezivanja naziva se kaskadni.
Osobine idealnih i realnih višestepenih pojačavača:
- Pojačanje
- Frekvencijska karakteristika

Bolji pojačavači su oni koji su sličniji idealnim a to znači:
- veće pojačanje
- optimalna ulazna otpornost
- optimalna izlazna otpornost
- bolje frekvencijske karakteristike

Za naponske pojačavače to znači:
- Veće pojačanje napona
- Ulazna otpornost veća
- Izlazna otpornost manja

Jedan pojačavački stepen obično nije dovoljan da bi se postiglo željeno pojačanje od generatora do potrošača.
Veće pojačanje može da se postigne spregom više osnovnih pojačavačkih stepena.
Višestepeni pojačavači imaju propusni opseg koji je manji ili jednak najmanjem propusnom opsegu pojedinačnih stepena.

## Višestepeni pojačavač
Višestepeni pojačavač proizvodi veće pojačanje putem upotrebe više pojačavačkih stepena. 
Za prvi stepen vezuje se pobudni generator čija je unutrašnja otpornost Rg. Za izlaz poslednjeg stepena vezuje se potrošač Rp. Vezuju se za isti napon napajanja.
Idealno bi bilo da se DC radna tačka svakog stepena postavlja nezavisno za svaki stepen posebno.
Ovo implicira da su pojedini stepeni međusobno razdvojeni za jednosmerne signale. Tako da mora postojati sprega za naizmjenične signale.
Vrste sprega:
- Kapacitivna
- Induktivna
- Transformatorska
- Direktna

A za naizmjenične signale:
Sprezanje pojačavačkih stepeni u višestepeni pojačavač treba obaviti tako da prije i posle sprezanja jednosmjerni režim rada svakog stepena ostane nepromijenjen. Sprezanje se može obaviti sa sprežnim kondezatorima velike kapacitivnosti C, a višestepeni pojačavači sa sprežnim kondezatorima se zovu RC pojačavači. Element u integrisanoj tehnici ne može biti kondezator, već se pravi preko kola za pomjeranje nivoa. 
Idealno kolo za spregu ne slabi naizmjenične, a blokira jednosmerne signale.
Strujno pojačanje je takođe manje jer se izlazna struja dijeli na struju kroz ulaznu otpornost Rg i otpornost pojačavača.

## Pojačanje
Neka je pojačanje prvog pojačavačkog stepena Au1, drugog Au2, trećeg Au3, itd. Ulazni napon U1 signal pojačan je prvim pojačavačkim stepenom na čijem izlazu se dobija.
Napon U2 pojačava drugi pojačavački stepen pa se dobije napon
Napon U3 se pojačava trećim pojačavačkim stepenom na čijem izlazu se dobija napon
Iz prethodne jednačine se vidi da je naponsko pojačanje višestepenog pojačavača jednako proizvodu pojedinačnih naponskih pojačanja svih pojačavačkih stepena.
Kada ima više pojačavačkih stepena opšti oblik ukupnog pojačanja je:

## Realni vičestepeni pojačavači
Pojačanje pojedinih stepena nije jednako pojačanju neopterećenih pojačavača! Svaki prethodni stepen opterećen je ulaznom otpornošću narednog. Svaki naredni stepen pobuđuje se preko izlazne otpornosti prethodnog.
Za naizmjenični signal, m-stepen u pojačavačkom lancu okarakterisan je pojačanjem Am(naponskim/strujnim), ulaznom otpornošću Rum i izlaznom otpornošću Rim.
Ukupno pojačanje za naponski:
Am=Viz/Vul => Au=Viz(k)/Vul(k)=Ak*Ak-1*Ak-2...A2*A1*Rul/Rul+Rg
Dok je Rg dodata ulazna otpornost.

## Primer
Primer kaskadne veze dva pojačavača prikazan je na slici. Sa izlaza prvog pojačavačkog stepena napon se dalje vodi na ulaz sledećeg preko kondenzatora Cs2.
Izlaz prvog pojačavačkog stepena se ne može direktno priključiti na ulaz sledećeg, jer je jednosmjerni napon na kolektoru prvog stepena znatno viši od jednosmjernog napona na ulazu drugog. Kroz kondenzator ne može da teče jednosmjerna struja dok naizmjenična može. Zbog toga se postavljanjem kondenzatora za spregu Cs2, jednosmjerni naponi na kolektoru prvog stepena I bazi sledećeg se odvajaju, dok su naizmjenični spojeni. Na ovaj način je ulazna otpornost drugog pojačavačkog stepena paralelno vezana kolektorskoj otpornosti Rc1 prvog stepena i to samo za naizmjeničnu struju.
Na slici se vidi da je paralelno kolektorskoj otpornosti priključena ulazna otpornost sledećeg stepena. To znači da je otpornost opterećenje prvog pojačavačkog stepena jednaka paralelnoj vezi Rc prvog stepena i Rul drugog:
Ova otpornost je niža na odpornosti Rc pa je naponsko pojačanje takođe manje:
Strujno pojačanje je takođe manje jer se izlazna struja dijeli na struju kroz otpornost Rc i otpornost pojačavača.

## Pojačanje pri VF
- VF(visoke frekvencije) omogućava primjenu frekvencijskog mulipleksiranja kanala
- Granična frekvencija definisana je sa:

A(w)=K*A0/(1+jWu/Wuv)^k=K*A0/sqrt(2) 
Ukupno pojačanje raste sa k-tim stepenom!
Ukupni propusni opseg se sužava-smanjuje!
Ukupni propusni opseg manji je od najužeg pojedinačnog pojačavača propusnog opsega. Pojedini pojačavački stepeni mogu biti upotrebljeni za prilagođenje (naponsko ili strujno) sa generatorom i/ili potrošačem između kojih treba da se nadje osnovni pojačavač čija je glavna namjena pojačanje napona. 
Stepen sa zajedničkim emitorom/sorsom ima zadatak da obezbijedi potrebno naponsko pojačanje, dok se stepen sa zajedničkom bazom/gejtom koristi za strujno a sa zajedničkim kolektorom/dreinom za naponsko prilagođenje.

## Literatura
- https://web.archive.org/web/20160305214305/http://starisajt.elfak.ni.ac.rs/phptest/new/html/Studije/predavanja-literatura/Osnovi-elektronike/07.%20Diferencijalni%20i%20Vi%C5%A1estepeni%20pojacavaci(11).pdf
- https://web.archive.org/web/20160305031732/http://tnt.etf.rs/~oe2oe/Osnovi_elektronike_2007/10-visestepeni%20pojacavaci-jan07.pdf
- Bagarić, I. (1996). „Metrologija električnih veličina“. Beograd.
- S. Sedra, Adel; Smith, Kenneth C. (2004). „Microelectronic circuits“.
- Stanković, S.; R. Laković (1999). „Elektronika“.
- Živković, D.; Popović M. (1992). „Impulsna i digitalna elektronika“. Beograd.